# Падерно-Франчакорта
Падерно-Франчакорта (итал. Paderno Franciacorta) — коммуна в Италии, в провинции Брешиа области Ломбардия.
Население составляет 3382 человека, плотность населения составляет 676 чел./км². Занимает площадь 5 км². Почтовый индекс — 25050. Телефонный код — 030.
покровителем коммуны почитается святой Готтард, празднование 4 мая. 
Через территорию коммуны проходит железная дорога Брешия-Изео-Эдоло.